# Laurent Mauvignier
Laurent Mauvignier (Tours, 1967) è uno scrittore francese.

## Biografia
Nato a Tours nel 1967, nel 1991 si è diplomato in arti plastiche a Tolosa.
Dopo altri anni di studi, nel 1997 si è dedicato principalmente alla scrittura e ha dato alle stampe il suo primo romanzo, Lontano da loro, nel 1999 vincendo l'anno successivo il Prix Fénéon.
Autore (al 2022) di altri 13 romanzi, nel corso della sua carriera ha ricevuto vari riconoscimenti, l'ultimo dei quali è stato il Premio Internazionale Bottari Lattes Grinzane nel 2017 per Intorno al mondo.

## Opere (parziale)

### Romanzi
- Lontano da loro (Loin d'eux, 1999), Rovereto, Zandonai, 2008 traduzione di Alberto Bramati ISBN 978-88-95538-24-2.
- La camera bianca (Apprendre à finir, 2000), Rovereto, Zandonai, 2008 traduzione di Alberto Bramati ISBN 978-88-95538-12-9.
- I passanti (Ceux d'à côté, 2002), Roma, Del Vecchio, 2014 traduzione Angelo Molica Franco ISBN 978-88-6110-093-0.
- Plus sale (2002)
- Seuls (2004)
- Le Lien (2005)
- Dans la foule (2006)
- Degli uomini (Des hommes, 2009), Milano, Feltrinelli, 2010 traduzione di Yasmina Mélaouah ISBN 978-88-07-01826-8.
- Un jour dans la vie (2010)
- Storia di un oblio (Ce que j'appelle oubli, 2011), Milano, Feltrinelli, 2012 traduzione di Yasmina Mélaouah ISBN 978-88-07-01876-3.
- Intorno al mondo (Autour du monde, 2014), Milano, Feltrinelli, 2016 traduzione di Yasmina Mélaouah ISBN 978-88-07-03215-8.
- Retour à Berratham (2015)
- Continuare (Continuer, 2016), Milano, Feltrinelli, 2018 traduzione di Yasmina Mélaouah ISBN 978-88-07-03274-5.
- Histoires de la nuit (2020)

## Premi e riconoscimenti
Prix Fénéon
- 2000 vincitore con Lontano da loro

Prix du Livre Inter
- 2001 vincitore con La camera bianca

Prix des libraires
- 2010 vincitore con Degli uomini

Premio Internazionale Bottari Lattes Grinzane
- 2017 vincitore con Intorno al mondo